# Travelling (álbum)
Travelling é o nono álbum de estúdio da dupla pop sueca Roxette, lançado em 2012. O primeiro single do álbum é a faixa "It's Possible".

## Gravação
Durante a turnê de divulgação do álbum Charm School, Per anunciou que iria lançar uma espécie de continuação do álbum Tourism, de 1992, que contém faixas inéditas gravadas durante uma turnê, além de músicas já famosas gravadas ao vivo.

## Singles
O single carro-chefe do álbum foi a faixa "It's Possible" que foi lançada no começo de março no iTunes do mundo inteiro. Até então, ele foi mais bem sucedido no iTunes brasileiro e sueco. Em ambos teve um pico no top 50. Ele foi performado na Charm School Tour, turnê que serviria de promoção para o álbum Charm School, mas acabou promovendo também o sucessor, Travelling.

## Faixas
Todas as faixas escritas e compostas por Per Gessle. 
| N.º | Título                                                  | Duração |  |
| 1.  | "Me & You & Terry & Julie"                              |         |  |
| 2.  | "Lover Lover Lover"                                     |         |  |
| 3.  | "Turn of the Tide"                                      |         |  |
| 4.  | "Touched by the Hand of God"                            |         |  |
| 5.  | "Easy Way Out"                                          |         |  |
| 6.  | "It's Possible"                                         |         |  |
| 7.  | "Perfect Excuse Ft. Helena"                             |         |  |
| 8.  | "Excuse Me, Sir, Do You Want Me to Check on Your Wife?" |         |  |
| 9.  | "Angel Passing"                                         |         |  |
| 10. | "Stars (Live from Dubai)"                               |         |  |
| 11. | "The Weight of the World"                               |         |  |
| 12. | "She's Got Nothing on (But the Radio) (Live in Rio)"    |         |  |
| 13. | "See Me"                                                |         |  |
| 14. | "It's Possible [Version Two/Summer Version]"            |         |  |
| 15. | "It Must Have Been Love (Live in Rotterdam)"            |         |  |

## Desempenho nas paradas
| Parada musical (2012)              | Melhor posição |
| ---------------------------------- | -------------- |
| Áustria - Austrian Albums Chart    | 15             |
| Bélgica - Belgium (Flanders)       | 78             |
| Países Baixos - Dutch Albums Chart | 32             |
| Hungria - Hungarian Albums Chart   | 37             |
| Finlândia - Mitä hittiä            | 27             |
| Chéquia - (IFPI)                   | 8              |
| Espanha - Spanish Albums Chart     | 32             |
| Suécia -Swedish Albums Chart       | 7              |
| Suíça Swiss Singles Chart          | 12             |